# Jefferson Lerma
Jefferson Lerma (El Cerrito, Valle del Cauca, Colòmbia; 25 d'octubre de 1994) és un futbolista colombià. Juga de migcampista a l'AFC Bournemouth de la Premier League. Anteriorment havia jugat al Llevant de la Segona Divisió espanyola.